# Народна библиотека Грачаница
Народна библиотека Грачаница јесте установа културе која се налази у Грачаници на Косову и Метохији.

## Историја
Народна библиотека у Грачаници јесте правни наследник Народне библиотеке „Миладин Поповић" која се налазила у Приштини. За време постојања бибилиотеке у Приштини, која је функционисала у систему Републике Србије, у Грачаници се налазило мање одељење које је било део Народне библиотеке у Приштини.
Након завршетка рата на Косову и Метохији Народна библиотека „Миладин Поповић" се премешта у Грачаници. Библиотека је била смештена у делу просторија Дома културе Грачаница, где су уточиште нашле још неке установе културне  које су измештене из Приштине. Просторије су биле неадекватне, а услови у којима је библиотека радила и функционисала након 1999. године су били тешки. Просторија библиотеке је била величине 54m². Знатан део књижевног фонда библиотеке је остао у Приштини, око 70.000 књига. Захваљујући донацијма, Народна библиотека у Грачаници је почела поново да увећава и обнавља свој фонд књига. У фонду библиотеке се налазе и наслови који датирају из друге половине 19. века, попут Сан летње ноћи Вилијама Шекспира из 1895. године. У оквиру просторија Дома културе Грачаница, 2017. године је отворена и читаоница „Даринка Јеврић", која је служила и библиотеци.
Средствима Министарства државне управе и локалне самоуправе Републике Србије и Канцеларије за Косово и Метохију током 2019. године почела је изградња наменске и засебне зграде Народне библиотеке у Грачаници. Током 2021. године ова уставнова културе је почела своју селидбу у новој згради, да би у свом пуном капацитету почела да функционише 2022. године.
Нова зграда поседује и завичајно одељење, електронску учионицу, дечију учионицу и по први пут и легат професора Универзитета у Приштини Ђорђа Лекића, који се бавио научним радом и аутор је књига из облсати Педагогије.
У саставу Народне библиотеке у Грачаници се налазе и истурена одељења библиотеке у Лапљем Селу, Чаглавици и Доњој Брњици. Одељење библиотеке у Доњој Брњици је формирано захваљујући библиотекару Саши Милићевићу који је по завршетку рата на Косовоу и Метохији са још неколико људи преместио библиотеку из приштинског насеља Девет Југовића. Након заврештка рата и неке књиге су такође трпеле уништаване од стране Албанаца на Косову и Метохији.
Захваљујући Министарству културе и информисања Републике Србије Народна библиотека у Грачаници припада систему COBISS.